# 女子十二楽坊 〜THE BEST OF COVERS〜
『女子十二楽坊 〜THE BEST OF COVERS〜』（じょしじゅうにがくぼう　ザ・ベスト・オブ・カバー）は、2005年7月27日にリリースされた女子十二楽坊の日本での初のカバー・アルバム。

## 収録曲
1. 世界に一つだけの花
2. ドラえもんのうた
3. 涙そうそう
4. ラブストーリーは突然に
5. 川の流れのように
6. クロックス
7. いい日旅立ち
8. 新古典主義(組曲): (1)交響曲第40番第一楽章～(2)交響曲第5番「運命」第一楽章～(3)歌劇「セビリアの理髪師」序曲
9. オンリー・タイム
10. 自由
11. 時の流れに身をまかせ
12. 異邦人
13. 花
14. 真夏の果実
15. 地上の星
16. チャルダッシュ